# 101 (용어)
101("원-오-원"(one-oh-one)으로 발음)은 모든 분야의 초보자 대상으로 준비된 과정을 지칭하는 용어다. 101 과정에서 해당 분야의 기본 원칙과 개념을 배울 수 있다.
주로 사용되는 분야는 교육 쪽으로, 미국 대학 과정 번호 체계에서 101은 초급 수준의 입문 과정에 자주 사용된다. 대학끼리의 학생 편입을 쉽게 하기 위해 이런 공통 번호 체계가 설계되었다. 이론적으로, 다른 대학으로 편입하려는 학생은 배우고 있던 과정과 유사한 번호가 매겨진 수업을 들으면 된다.
세자리 번호 각각을 살펴보면, 첫 번째 숫자는 학년을 의미한다(1 ~ 4까지는 대학 1~4학년까지 학부를 의미하며 5 이상은 대학원 과정). 두 번째 숫자는 특정 과목이나 학과(영어, 과학 등)와 같은 추가적인 분류를 위한 것이고 세 번째 숫자는 동일한 주제에 대한 일련의 필수 과목들의 연속된 번호를 나타낸다. 예를 들어 영어 101 및 102와 같은 필수 과목들을 먼저 통과해야만 영어 201 코스를 수강할 자격이 생기는 경우다.

## 역사
이 용어는 1929년 버펄로 대학교에서 처음 소개되었다. 이 용어는 대학의 수업 카탈로그에서 사용되었고, 첫 번째로 사용된 용례로 옥스포드 영어사전에 등록되었다.
이런 용례 이후 "101"이라는 용어는 학습의 입문 수준 또는 일반적인 주제에 대한 입문 자료 모음을 의미하게 되었다.

## 사용례
- 한국 영화 "건축학 개론"의 영어제목은 (영어) "Architecture 101"이다.
- (영어) PowerShell Introduction 문서에서 인용한 책 제목이 "PowerShell 101"이다.
- Ruby로 제작된 Jekyll에서 (영어) Ruby 소개 문서의 이름이 "Ruby 101"이다.
- 유명한 온라인 정규식 테스트 서비스의 이름이 "Regex101.com"이다. 정규식 초보자에게 많은 도움을 주는 사이트다.